# 於夫羅
於夫羅（おふら、拼音: Wūfúluó、 和平元年（150年）? - 建安元年（195年））は、中国後漢時代の南匈奴の屠各種攣鞮部の単于。羌渠の子、呼廚泉の兄。前趙劉氏の称する系譜では、劉豹の父、劉淵の祖父とされる。諡は持至尸逐侯単于。『後漢書』では於扶羅と表記される。

## 生涯
光和2年（179年）、呼徴単于が使匈奴中郎将の張脩に殺され、父羌渠が単于に立てられると、於夫羅は右賢王となる。
中平元年（184年）、黄巾の乱が起こると、単于羌渠は右賢王於夫羅の率いる援兵を派遣し、漢朝を援助した。
中平5年（188年）3月、単于羌渠の度重なる徴兵に耐えかねた右部の醢落は休屠各胡の白馬銅ら10万余人とともに叛き、単于羌渠を殺した。羌渠のあとを継いだのは子の右賢王於夫羅であったが、羌渠を殺した国人たちはこれに背いて、遠戚の須卜骨都侯を共立して単于とした。そこで於夫羅は自ら洛陽の宮闕（宮城の門）にまで来てこの事を訴えた。しかし、ちょうど霊帝崩御の混乱時期であり、その願いはかなわず、単于於夫羅は白波賊とともに河内諸郡を略奪するが、そこの自警団に阻まれこれも成果なく、本国に帰ろうとしたが受け入れてもらえず、河東郡にとどまった。
中平6年（189年）、南匈奴本国では、須卜骨都侯単于が即位1年で死に、南単于庭の単于が空位となったので、老王が国事を執り行った。
初平元年（190年）、曹操らの反董卓連合軍の結成の際には張楊とともに袁紹に属し、漳水に駐屯する。後（191年7月以降）、張楊を人質にとって袁紹に対し反逆するが、袁紹軍の麴義に追撃され、黎陽に逃れた後に度遼将軍の耿祉の軍勢を奪って勢力を盛り返した。
初平3年（192年）、黒山賊を討った曹操と内黄で戦って大敗し、翌年（193年）春には袁術が陳留に進出した際に、黒山賊とともに袁術を支援したが、袁術が曹操に敗れたためか、最終的には於夫羅は曹操に帰順したとみられる。
建安元年（195年）に没して、弟の呼廚泉が後を継いで単于となった。
なお、小説『三国志演義』には登場しない。

## 参考資料
- 『三国志』（武帝紀、二公孫陶四張伝）
- 『後漢書』（南匈奴列伝）